# Списък на висшите училища в Баку
Това е списък на висшите училища в град Баку, столицата на Азербейджан.
| Висше училище                                           | Вид      | Основан | Брой студенти | Официална страница                                                  |
| ------------------------------------------------------- | -------- | ------- | ------------- | ------------------------------------------------------------------- |
| Държавен университет в Баку                             | държавен | 1919    | 17,000        | www.bsu.edu.az                                                      |
| Азербайджански държавен икономически университет        | държавен | 1934    | 18,337        | unec.edu.az                                                         |
| Азербайджански технически университет                   | държавен | 1950    | 6000          | www.aztu.edu.az Архив на оригинала от 2019-11-06 в Wayback Machine. |
| Азербайджанска държавна нефтена академия                | държавен | 1920    | 7.051         | asoiu.edu.az Архив на оригинала от 2020-02-26 в Wayback Machine.    |
| Азербайджански медицински университет                   | държавен | 1930    | 5,428         | www.amu.edu.az                                                      |
| Азербайджански университет по езици                     | държавен | 1973    | 4.568         | www.adu.edu.az                                                      |
| Славянски университет                                   | държавен | 1946    | 3,000         | bsu-uni.edu.az Архив на оригинала от 2021-09-13 в Wayback Machine.  |
| Музикална академия                                      | държавен | 1920    | 506           | musicacademy.edu.az                                                 |
| Азербейджанска академия за изкуства                     | държавен | 1921    | 7528          | www.admiu.edu.az                                                    |
| Каспийски университет                                   | държавен | 1991    | 1,546         | www.khazar.org                                                      |
| Морска академия                                         | държавен | 1996    | 892           | adda.edu.az                                                         |
| Азербейджански университет за конструкции и архитектура | държавен | 1975    | 5,447         | AUAC                                                                |

## Галерия
- Азербейджанска морска академия